# 亞歷珊卓·克莉曼
亞歷珊卓·克莉曼（Alexandra Kleeman，1986年—），是美国作家。2020年，獲罗马奖。

## 生平
1986年，克莉曼出生于加利福尼亚州柏克萊。父亲是名美国宗教研究教授，母亲是名臺裔日本文学教师。 克莉曼長於日本和科罗拉多州。 克莉曼在布朗大学学习创意写作和认知科学，2012年取得哥伦比亚大学的艺术硕士。
2010 年，克莉曼的短篇小说《童话》在《巴黎评论》上发表。 2015年，克莉曼出版出道作《你也可以擁有像我一樣的身材》（You Too Can Have a Body Like Mine）。 2016，出版短篇小说集《暗示》（Intimations）。2016年同年，取得巴德小说奖，该奖项旨在表彰 40 岁以下前途可期的作家。 2021年8月，出版《太陽底下的新鮮事》（Something New Under the Sun）。 
《太陽底下的新鮮事》，描述近未來的氣侯變遷導致加州無法居住，為推測未來變化的科幻作品。
克莉曼曾在哥伦比亚大学艺术学院任教。她现居斯塔顿岛，在纽约新学院教授写作。

## 作品
- 《你也可以擁有像我一樣的身材》（You Too Can Have a Body Like Mine, 2015）
- 《暗示：故事集》（Intimations: Stories, 2016）
- 《太陽底下的新鮮事》（Something New Under the Sun, 2021）